# Eumachaeraea auricephala
Eumachaeraea auricephala là một loài ruồi trong họ Tachinidae.